# Robert von Greim
Robert Greim, 1918 után lovag Robert von Greim (németül: Robert Ritter von Greim) (Bayreuth, 1892. június 22. – Salzburg, 1945. május 24.) bajor származású német harci pilóta, tábornagy, a Német Légierő utolsó jelentős parancsnoka, a Luftwaffe utolsó főparancsnoka 1945. április 26-tól néhány napig.

## Élete

### Korai évek
Bayreuthban született egy bajor rendőrkapitány fiaként. Az első világháború előtt kadétként szolgált a tüzérségnél, majd 1915-ben áthelyezték a repülőcsapatokhoz (Fliegertruppe).
A Feldfliegerabteilung 3 b alakulatnál kétüléses gépen tüzérségi megfigyelőként teljesített szolgálatot. Első légi győzelmét 1915 októberében aratta. Miután elvégezte a pilótaképzőt, 1917-ben csatlakozott az FA 46b csoporthoz.
1918-ban csatlakozott a Jagdgruppe 10-hez, ekkor aratta 9. győzelmét. Egyik alkalommal egy Bristol típusú brit vadászrepülő eltalálta a motorját. Lerepült a motorháztető, ami átszakította a főszárnyat, de Greimnek sikerült biztonságosan földet érnie.
1918 augusztusától a Jagdgruppe 9 parancsnoka lett. Johan Putzzal együttműködve valószínűleg ő hajtotta végre az első sikeres légitámadást páncélozott járművek ellen. Utolsó jelentős (25.) győzelmét 1918 szeptemberében szerezte.
1918 októberében visszatért a Jasta 34-hez, amelynek parancsnoka – 1918. április 21-én bekövetkezett  haláláig – Manfred von Richthofen volt, a „Vörös báró”.
A háború végére 28 győzelmet könyvelhetett el, ezért 1918. október 8-án megkapta a „Pour le Mérite” érdemrendet és a bajor Miksa József-érdemrendet. Lovaggá (Ritter) ütötték, és nevéhez illeszthette a „von” előnevet is.

### Két háború között
A háború után belépett a Reichswehrbe; egyike volt annak a 100 000 katonának, akiknek fegyverben tartását a versailles-i békeszerződés engedélyezte a weimari köztársaságnak. Jogot tanult, és sikerrel letette a szigorú német vizsgákat. Azonban Csang Kaj-sek kormánya felkérte, utazzék Kantonba (Guangzhou) és segítsen felépíteni a kínai légierőt. Greim családjával együtt Kínába utazott, ahol megalapított egy repülőiskolát, és számos rendeletet hozott a légügy fejlesztéséért. Greim által összeállított tananyag nem volt túl nehéz, mivel Greim is osztozott sok kortársának abbéli hitében, hogy az ázsiaiak nem értenek a bonyolult dolgokhoz. Amikor a nácik hatalomra kerültek, Greim rájött, hogy a kínai német kolónia tagjaként nem vár rá nagy karrier, ezért visszatért Németországba.
1933-ban Hermann Göring felkérte Greimet, hogy segítsen újjáépíteni a német légierőt. 1934-ben Greimet kinevezték az első németországi harcirepülő-iskola igazgatójává. (A versailles-i békeszerződés értelmében Németország nem tarthatott fenn légierőt, így harci pilótáit titokban kellett képeznie. Korábban, a weimari köztársaság éveiben, a rapallói német–szovjet egyezmény értelmében, a Reichswehr és a szovjet Vörös Hadsereg együttműködése keretében 1925-től egy titkos harcirepülő-iskolát tartottak fenn az dél-oroszországi Lipeck városában, de ezt 1933-ban, a weimari köztársaság végnapjaiban a szovjet kormány bezáratta).
Később a Jagdgeschwader 132 Richthofen (később VL 2) repülőszázad parancsnoka lett, az egységet Manfred von Richthofenről, a „vörös báróról” nevezték el.

### II. világháború
1939 októberében az V. repülőhadtest parancsnoka lett, 1939-ben részt vett a lengyelországi hadjáratban, Norvégia megszállásában, az angliai csatában és a Barbarossa hadműveletben.
1942 végén egyetlen fiát, Hubert Greimet a Tunéziában eltűntek közé sorolták. Egy Spitfire lőtte le, ezután amerikai hadifogolytáborba került. Korábban legnagyobb taktikai sikerét a Kurszki csatában érte el. Eredményeiért Hitler kitüntette Lovagkereszt (Ritterkreuz) érdemrenddel, ezzel a legmagasabb kitüntetést elérő tisztek közé emelkedett.

### A háború vége
1945. április 26-án, amikor a szovjet csapatok már elérték Berlint, Greim Münchenből, barátnőjével, a híres vadász és berepülőpilóta Hanna Reitsch-csel együtt a berlini főhadiszállásra repült, Hitler parancsára.
Repülőgépük megsérült a légvédelmi tűzben, így a Brandenburgi kaputól nem messze szálltak le.
Hitler kinevezte Greimet a Luftwaffe főparancsnokának a kegyvesztett Göring helyére, akit Hitler árulással vádolt. A háború vége már igen közel volt, így Greim néhány napig lehetett a Luftwaffe parancsnoka.
Április 28-án Hitler utasította Greimet, hogy repüljön Reitsch-csel együtt Plönbe, és tudassa Himmlerrel, hogy őt is árulónak tekinti. Az ellenséges tűzben felszálló gépnek sikerült kijutnia a városból annak ellenére, hogy a szovjet katonák úgy hitték, a Hitlert menekítő repülőgépet látják a sötétben.

### Halála
Greimet május 8-án, a német kapituláció napján amerikai katonák fogták el Ausztriában. Amikor megtudta, hogy egy amerikai–szovjet fogolycsere keretében őt is át akarják adni a Vörös Hadseregnek – mivel a szovjetek kezében kínvallatásra és kivégzésre számíthatott – öngyilkos lett. Halála előtt azt mondta: „Én vagyok a Légierő (Luftwaffe) parancsnoka, de nincs légierőm.”

## Fordítás
- Ez a szócikk részben vagy egészben  a   Robert Ritter von Greim című angol Wikipédia-szócikk fordításán alapul.  Az eredeti cikk szerkesztőit annak laptörténete sorolja fel. Ez a jelzés csupán a megfogalmazás eredetét és a szerzői jogokat jelzi, nem szolgál a cikkben szereplő információk forrásmegjelöléseként.